# Garner (Caroline du Nord)
Pour les articles homonymes, voir Garner.
Garner est une ville du comté de Wake, situé en Caroline du Nord, aux États-Unis.

## Démographie
| 1910 | 1920 | 1930 | 1940 | 1950  | 1960  |
| ---- | ---- | ---- | ---- | ----- | ----- |
| 284  | 376  | 476  | 768  | 1 180 | 3 451 |

| 1970  | 1980   | 1990   | 2000   | 2010   | - |
| ----- | ------ | ------ | ------ | ------ | - |
| 4 923 | 10 073 | 14 967 | 17 757 | 25 745 | - |